# Esclavage contemporain
« Esclavage moderne » redirige ici. Pour le pamphlet de Tolstoï, voir L'Esclavage moderne.

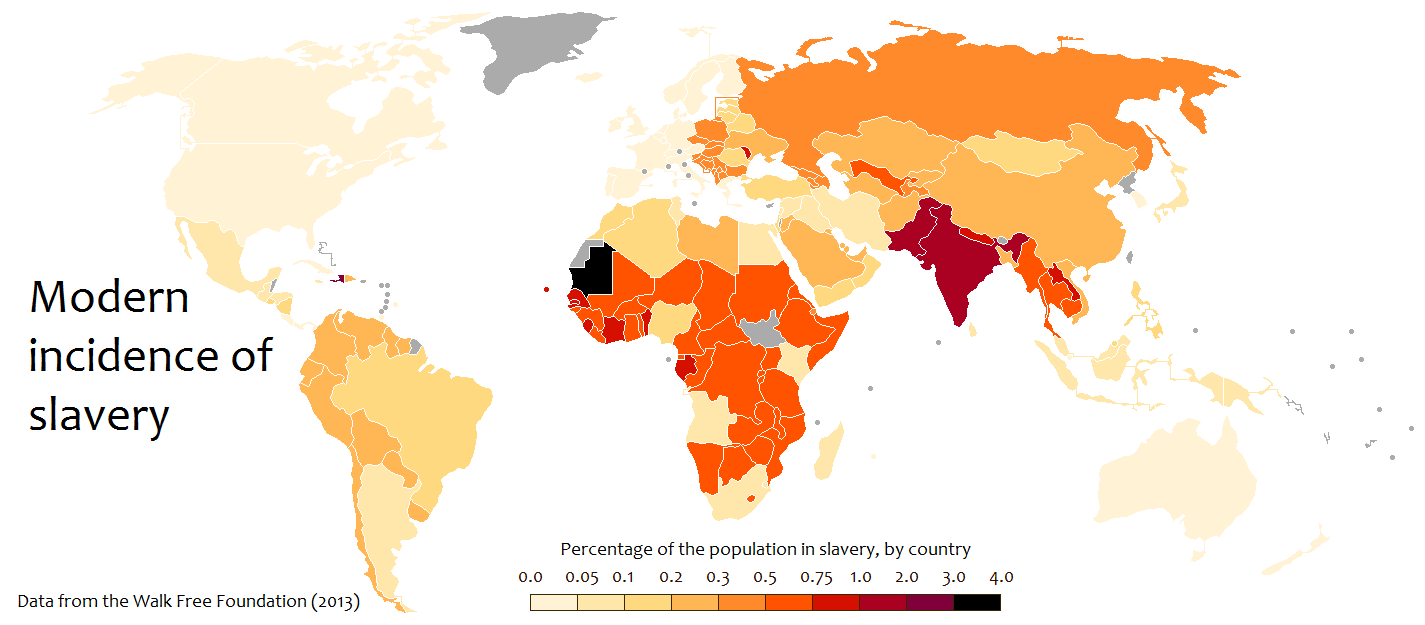
Étendue de l'esclavage contemporain, exprimée en pourcentage de la population, d'après la Walk Free Foundation (2013).

Alors qu'à la fin du XIXe siècle, l'esclavage ancien « classique » (où l'esclave est une personne légalement non libre, un bien, une marchandise, un instrument économique pouvant être vendu ou acheté ; un esclavage que l'on pourrait qualifier de « physique ») semble définitivement aboli dans la plupart des pays du monde, quelques personnes s'inquiètent de nouvelles formes d'esclavage qui semblent resurgir,,,. C'est dans ce contexte que des délégués de la première conférence pan-africaine de Londres font parvenir à la reine Victoria un mémoire dénonçant « le système de travail des natifs africains en vigueur en Rhodésie, le système des engagés, un esclavage légalisé, et le travail forcé ». Pour la première fois, la notion d'esclavage moderne apparaît, dont le travail forcé serait l'un des avatars.
Selon la fondation Walk Free, à l'époque contemporaine, environ 45,8 millions d'humains seraient maintenus en esclavage dans le monde en 2016, dont environ 50 % en Inde, en Chine et au Pakistan.

## Aperçu historique
Le 25 septembre 1926, la Société des Nations adopte une convention préconisant notamment la répression de l'esclavage et faisant référence au travail forcé, bien que ce dernier ne soit que partiellement condamné puisqu'on reconnaissait qu'il ne pouvait « être exigé que pour des fins publiques ». Cette convention sera amendée par l'Assemblée générale de l'Organisation des Nations unies dans sa résolution 794(VIII) du 23 octobre 1953
En 1930, le Bureau international du travail adopte une convention visant à supprimer le travail forcé « sous toutes ses formes dans le plus bref délai possible ». En 1948, les Nations unies proclament dans l'article IV de la Déclaration universelle des droits de l'homme que « nul ne sera tenu en esclavage ni en servitude ; l'esclavage et la traite des esclaves sont interdits sous toutes leurs formes ».
En 1949, l'ONU adopte également une « Convention pour la répression de la traite des êtres humains et de l'exploitation de la prostitution d'autrui », renforcée en 1956 par une nouvelle Convention qui « recommande l'abandon » de la servitude pour dettes, du servage, du mariage forcé, de la vente ou cession d'une femme par ses parents, son tuteur ou sa famille, de sa transmission par succession, de la mise à disposition d'un enfant ou d'un adolescent en vue de l'exploitation de sa personne ou de son travail.
En 1957, c'est l'Organisation internationale du travail qui adopte une convention visant à « supprimer le travail forcé ou obligatoire et à n'y recourir sous aucune forme ». Dès lors, l'arsenal législatif et réglementaire visant à abolir l'esclavage moderne n'a cessé de s'élargir, pour y englober toutes ses nouvelles formes. La diversité des formes d'asservissement rend difficile une définition claire de ce qu'est l'esclavage moderne. Ainsi les divers textes visant à la réprimer ont des champs d'actions plus ou moins larges : certains n'intègrent que les formes contemporaines de l'esclavage « classique », d'autres ont des préoccupations plus étendues. Quelques constantes permettent toutefois de dresser un premier contour de ce que l'on désigne par « esclavage moderne », il est notamment (mais pas exclusivement) caractérisé par :
- le travail forcé, sous la menace de sévices corporels ou psychologiques ;
- une relation de propriété ou de quasi-propriété d'un esclave par un « employeur », où l'esclave est maintenu dans cette relation de dépendance par des sévices, ou menaces de sévices, corporels ou psychologiques ;
- une déshumanisation de l'esclave qui n'est plus traité comme un être humain, mais comme une marchandise, et acheté ou vendu comme tel (ici l'esclavage moderne apparaît en fait comme la version contemporaine de l'esclavage classique) ;
- des entraves physiques ou une liberté de mouvement restreinte.

Même si de nombreux textes légaux ou conventions internationales vont dans le sens de l'abolition, les situations d'asservissement sont nombreuses dans le monde. L'Organisation des Nations unies (et ses institutions spécialisées que sont le Bureau international du travail et L'Organisation internationale du travail) estime qu'il y aurait aujourd'hui 200 à 250 millions d'esclaves adultes à travers le monde auxquels s'ajouteraient 250 à 300 millions d'enfants de 5 à 14 ans au travail. Ces chiffres recouvrent toutefois des situations très diverses dans le monde.

### Union européenne
Le 23 avril 2024, le Parlement européen a voté pour interdire les produits issus du travail forcé. Le texte a été adopté à une majorité de député (555 pour, 6 contre, 45 abstentions),. Le lendemain 24 avril, les députés adoptent un texte pour imposer un "devoir de vigilance" aux multinationales par 373 pour et 235 contre. Les entreprises concernées sont celles qui ont plus de 1 000 salariés, avec un chiffre d’affaires d’au moins 450 millions d’euros. Elles sont tenues de prévenir, d’identifier, et de corriger les violations des droits humains et sociaux comme le travail des enfants, les manquements à la sécurité, mais aussi les dommages environnementaux (déforestation, pollution…) dans leurs usines mais aussi chez leurs fournisseurs, sous-traitants et filiales partout dans le monde. La rapporteuse du texte a été faîte par la députée Lara Wolters. Les nouvelles règles (hormis les obligations en matière de communication) s’appliqueront progressivement aux entreprises européennes (et aux entreprises non européennes atteignant les mêmes seuils de chiffre d'affaires dans l'UE) :
- à partir de 2027 pour les entreprises de plus de 5 000 employés et réalisant un chiffre d’affaires mondial de plus de 1 500 millions d’euros ;

- à partir de 2028 pour les entreprises de plus de 3 000 employés et réalisant un chiffre d’affaires mondial de plus de 900 millions d’euros ;

- à partir de 2029 pour toutes les autres entreprises relevant du champ d’application de la directive (y compris celles de plus de 1 000 salariés et un chiffre d’affaires mondial supérieur à 450 millions d’euros)[13].

Initialement, cela concernait les groupes de plus de 500 salariés avec un chiffre d'affaires mondial net d'au moins 150 millions d'euros, et les entreprises dès 250 employés si leurs ventes dépassent 40 millions d'euros et proviennent pour moitié de secteurs à risque, soit 16 000 entreprises concernées. Mais après un lobbying économique de plusieurs secteurs, et de gouvernements, les seuils ont été modifiés dans le texte final avant le vote, et les directives concernent désormais 5 400 entreprises européennes.

## Formes contemporaines de l'esclavage classique
L'esclavage classique perdure toujours aujourd'hui, bien qu'officiellement aboli dans tous les pays du monde depuis plus de 30 ans (la Mauritanie y a officiellement mis fin par décret le 5 juillet 1980). Certains auteurs font état de rumeurs concernant la persistance de marchés aux esclaves dans certains pays, notamment au Soudan et en Mauritanie ou dans les pays du Golfe Persique.[réf. incomplète]
En 2021, Furukawa Plantaciones, une compagnie équatorienne aux capitaux japonais, productrice de fibre d'abaca, est condamnée pour esclavage moderne : comme des serfs du Moyen Âge, ses ouvriers dont certains sans existence légale, étaient attachés à une glèbe, le domaine avec lequel ils étaient vendus qu'ils ne pouvaient quitter, et y travaillaient sans sécurité, ni accès à l’eau potable dans des baraquements insalubres, avec des enfants privés d’éducation.

## La traite des êtres humains
Fortement liée à l'esclavage traditionnel, la traite des êtres humains et des marchés d'esclaves existent encore aujourd'hui. On peut la définir comme le déplacement ou le commerce d'êtres humains, à des fins commerciales, par la force ou la ruse. Ce sont le plus souvent les femmes et les enfants qui sont victimes de ces pratiques. Les migrantes sont ainsi forcées à travailler comme employées de maison ou comme prostituées de force. Des statistiques officielles américaines d'avril 2002 estiment qu'environ 700 000 [réf. nécessaire] personnes feraient l'objet de traite entre deux pays chaque année (ces chiffres excluent donc la traite à l'intérieur d'un pays).
La traite des êtres humains peut servir à alimenter des filières de prostitution dans le monde entier : on estime à 2 millions le nombre d'esclaves prostitués en Thaïlande, pour répondre notamment aux besoins du tourisme. La traite sert également à alimenter des ateliers de production et des activités économiques, ainsi en Afrique de l'Ouest, des enfants sont recrutés pour du travail dans des conditions d'exploitation forcée, par exemple pour récolter le cacao dans les plantations, et peuvent même être ainsi transportés clandestinement d'un pays à un autre dans l'ensemble de la région. En Chine et au Vietnam, des femmes sont emmenées dans des îles du Pacifique pour y travailler dans des ateliers clandestins à la fabrication de produits destinés au marché nord américain. Au Mexique, des hommes font l'objet de traite et sont emmenés aux États-Unis pour y travailler dans des exploitations agricoles.
Les enfants sont des victimes importantes des traites contemporaines, aussi bien pour être exploités comme travailleurs que comme esclaves sexuels. Selon le BIT et Interpol on peut distinguer 5 grands courants internationaux d'enfants destinés à la prostitution : de l'Amérique Latine vers l'Europe et le Moyen-Orient ; d'Asie du Sud et du Sud-Est vers l'Europe du Nord et le Moyen-Orient ; de l'Europe vers le monde arabe ; d'Afrique subsaharienne vers l'Europe, le Canada et le Moyen-Orient ; et enfin le trafic transfrontalier à l'intérieur de l'Europe.

## La servitude pour dettes
La servitude pour dettes touche plus de 20 millions de personnes dans le monde,. Les circonstances qui conduisent à de telles situations sont diverses : emprunt destiné à financer un traitement médical, une dot, etc. L'emprunteur est ensuite astreint à travailler sans congé pour le compte du prêteur jusqu'au remboursement de la dette. Les rémunérations étant toujours très basses, il arrive régulièrement que la dette ne soit pas éteinte avant le décès de l'emprunteur et passe ainsi aux générations suivantes. D'autres personnes peuvent s'être engagées à payer leur entrée clandestine dans un pays par leur travail jusqu'à ce que leur dette soit remboursée. Toutefois les « salaires » sont tout juste suffisants pour survivre, si bien que le remboursement peut s'étendre sur des années.
La servitude pour dette est théoriquement abolie dans le monde entier, toutefois cette pratique est encore généralisée dans certaines régions du monde. Ainsi l'Inde a aboli la servitude pour dette en 1975, sous l'impulsion d'Indira Gandhi et le Pakistan a voté une loi en ce sens en 1992, pourtant ces législations demeurent peu appliquées. Le Comité Contre l'Esclavage Moderne (CCEM) estime à plusieurs dizaines de milliers de personnes en France contraintes de travailler dans des ateliers clandestins pour rembourser une dette exorbitante contractée le plus souvent pour prix de leur entrée dans le pays.

## Le travail forcé

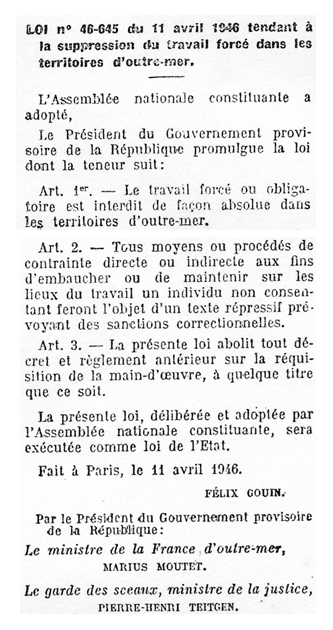
Parlement français.- Loi n° 46-645 tendant à la suppression du travail forcé, 11 avril 1946.

Il existe différents types de travail forcé dans les pays démocratiques :
- Le travail clandestin illégal et non reconnu par l'état (prostitution, vente de drogue…)
- Le travail qui ne permet pas de vivre dignement dans la région de l'emploi mais qui sont reconnus par l'État (agriculture, bâtiment, restauration[20]…)
- Le travail forcé qui est imposé par un état (travail en prison, armée[21])

Le travail clandestin constitue sans doute la forme la plus connue de l'esclavage moderne, entre autres parce que c'est la plus répandue dans les pays occidentaux. On parle généralement de travail forcé lorsque des personnes sont recrutées dans l'illégalité par des entreprises ou des particuliers, et forcées à travailler pour eux, le plus souvent après confiscation des documents d'identité (c'est-à-dire après privation de la citoyenneté) et sous la menace de sévices ou d'autres punitions.
D'après les estimations du Comité Contre l'Esclavage Moderne, quelques milliers de domestiques seraient « employés » illégalement en France dans des conditions d'asservissement. Ces situations d'esclavage se caractérisent notamment par une confiscation des papiers d'identité, des horaires de travail énormes pour des rémunérations faibles ou nulles, l'isolement (de la famille, des voisins), le tout pouvant être accompagné de brimades physiques et d'abus sexuels. Des études du CCEM montrent que ce type de travail forcé en France concerne principalement des victimes originaires d'Afrique et d'autres pays pauvres. Les tortionnaires, provenant souvent eux aussi des pays du Sud, appartiennent aussi bien aux catégories socioprofessionnelles supérieures (notamment des hauts fonctionnaires) qu'à des classes plus modestes. Leurs actes peuvent être expliqués comme un héritage de l'esclavage traditionnel : ils relèvent d'une culture, d'une tradition où la condition servile n'a pas été abolie, de droit ou de fait. L'Organisation Internationale Contre l'Esclavage Moderne (OICEM) souligne que les personnes victimes ne sont pas seulement issues des classes défavorisées ou déscolarisées. En effet, les jeunes filles au pair sont concernées ainsi que des jeunes diplômés recrutés par le biais d'agences de recrutement ou sur des sites internet.
Il convient de noter cependant que l'expression travaux forcés (au pluriel) a pris un sens différent de travail forcé : elle représente une forme légale de travail forcé, résultant soit de décrets pris par l'État, soit d'une condamnation judiciaire. Ces travaux forcés sont entrepris le plus souvent à l'issue d'une déportation mise en œuvre pour le compte d'un État dans le cadre d'un système pénitentiaire : ce fut notamment le cas dans les camps de travail forcé des puissances totalitaires (camps nazis, Goulag, Laogaï et autres).

## Les camps de travaux forcés
Un autre exemple historiquement significatif de travail forcé était celui des prisonniers politiques, les peuples des pays conquis ou occupés, les membres de minorités persécutés, et les prisonniers de guerre, surtout pendant le vingtième siècle.
Pendant la Seconde Guerre mondiale, les envahisseurs (Allemands et Japonais) ont organisé l'esclavage de masse dans les pays conquis, et même en partie au sein des leurs, avec les détenus politiques issus de leur propre population. L'Allemagne nazie a exploité environ 12 millions de personnes, principalement originaires de l'Europe de l'Est, alors que le Japon shōwa en a exploité plus de 18 millions en Extrême-Orient.
L'Union des républiques socialistes soviétiques a quant à elle mis en place des Goulag.
Un exemple actuel se veut le système des Laogai (« la réforme par le travail ») de la République populaire de Chine,,. Un autre exemple est le goulag en Corée du Nord,,,.
En Afrique-Occidentale française, le travail forcé est aboli par la loi Houphouët-Boigny du 11 avril 1946.
En Corée du Sud, les sans-abris font entre 1975 et 1990 l'objet d'arrestations systématiques par les services de police pour être expédiés dans des camps de travail. Des centaines de détenus y mourront en conséquence de la brutalité des traitements.
En mars 2020, le gouvernement chinois est accusé d'utiliser la minorité ouïghoure pour le travail forcé, dans des ateliers clandestins. Selon un rapport publié alors par l'Institut de politique stratégique australien (ASPI), pas moins de 80 000 ouïghours ont été déplacés de force de la région du Xinjiang et utilisés pour le travail forcé dans au moins vingt-sept usines corporatives.

## Le travail des enfants
Le travail des enfants est considéré comme de l'esclavage lorsqu'il se fait dans des situations dangereuses ou impliquant exploitation. Selon le Bureau international du travail (BIT), 250 millions d’enfants de 5 à 14 ans travailleraient au début du XXIe siècle dans le monde, dont 50 à 60 millions dans des conditions dangereuses. On trouve par exemple, en Inde, des enfants travaillant dans des fabriques de verre non aérées auprès de fourneaux dont la température approche les 1 600 °C. En Tanzanie certains travaillent 11 heures par jour dans les plantations. Des usines de tapis, en Inde et au Pakistan, sont accusées de faire travailler des enfants jusqu’à 20 heures par jour, 7 jours sur 7. Dans le meilleur des cas, ces enfants sont sous-payés, mais la plupart d’entre eux ne reçoivent pas de salaire pour leur peine, et certains sont parfois victimes de mauvais traitements.
Sur les 250 millions d’enfants qui travaillent – pour la moitié d’entre eux à temps plein –, 61 % vivent en Asie (dont un million dans le commerce du sexe), 32 % en Afrique et près de 7 % en Amérique latine. Deux millions de jeunes sont aussi concernés en Europe, notamment en Italie, en Allemagne, au Portugal et au Royaume-Uni. D'après le Sunday Telegraph, des centaines d'enfants arrivent chaque année en Grande-Bretagne pour travailler dans les restaurants, les ateliers textiles ou pour se prostituer. Ils viennent d'Asie, d'Afrique et d'Europe de l'Est. Selon un rapport de l'organisation Human Rights Watch, des dizaines de milliers de très jeunes adolescents, souvent originaires du Mexique ou des pays latino-américains, travaillent aux États-Unis, principalement dans les fermes des États du Sud.

## Gestation pour autrui
Il existe un débat pour dire que la gestation pour autrui (GPA) relève de l'esclavage. Les arguments en ce sens sont que (1) la mère porteuse ou gestatrice subit des restrictions de sa liberté d'agir, y compris dans sa vie personnelle, (2) l'enfant est l'objet d'un contrat qui sera remis contre une rémunération, (3) des gamètes peuvent éventuellement être acquises.[réf. nécessaire] Pour la philosophe Sylviane Agacinski, par exemple, la GPA signifie "mettre son utérus « à disposition d’autrui »". Ce qu'elle considère comme "une profonde aliénation"
.